# Agrotis magnipunctata
Agrotis magnipunctata là một loài bướm đêm trong họ Noctuidae.